# Lekkoatletyka na Letnich Igrzyskach Olimpijskich 1984 – bieg na 1500 m mężczyzn
Bieg na 1500 metrów mężczyzn podczas XXIII Letnich Igrzysk Olimpijskich w Los Angeles rozegrano 9 (eliminacje), 10 (półfinały) i 11 sierpnia 1984 (finał) na stadionie Los Angeles Memorial Coliseum. Zwycięzcą został reprezentant Wielkiej Brytanii Sebastian Coe, który tym samym obronił tytuł zdobyty cztery lata wcześniej w Moskwie. W finale ustanowił rekord olimpijski uzyskując czas 3:32,53.

## Rekordy

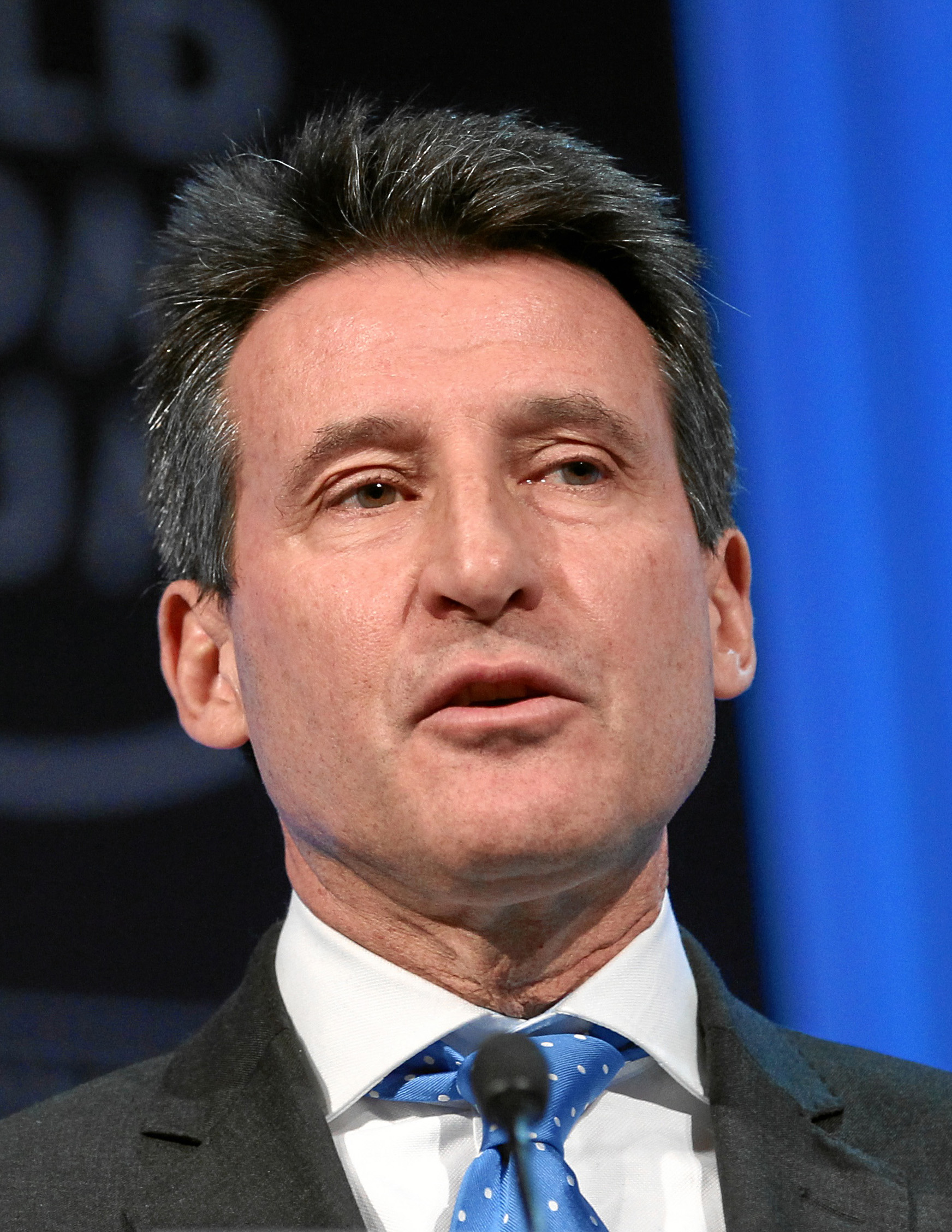
Sebastian Coe

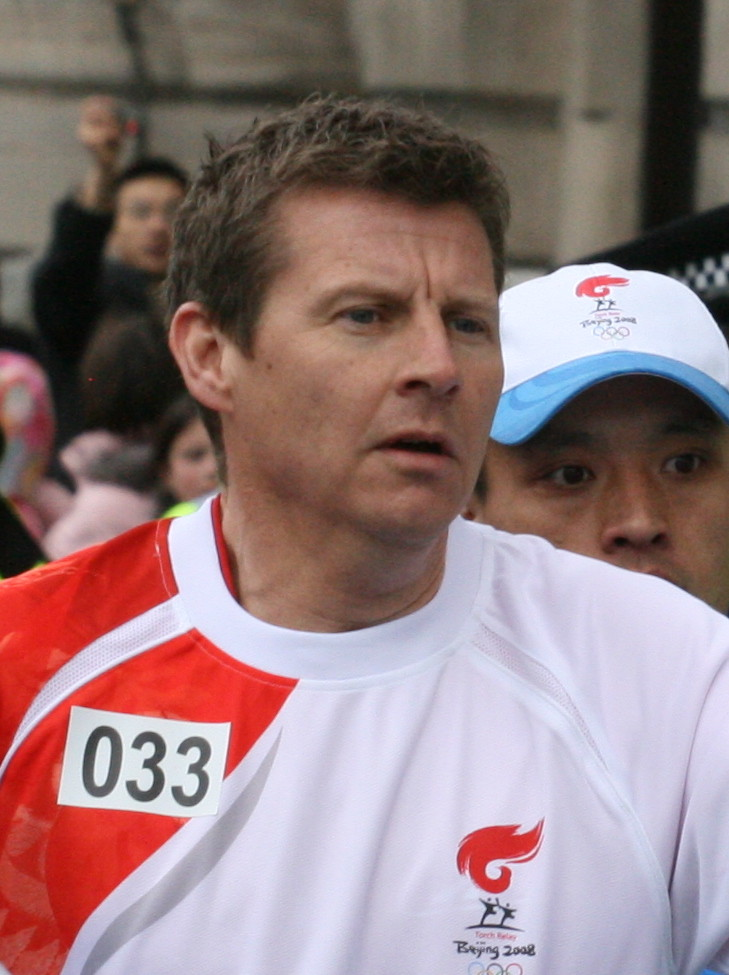
Steve Cram

|                   | Zawodnik       | Narodowość      | Czas    | Data                      | Miejsce |
| ----------------- | -------------- | --------------- | ------- | ------------------------- | ------- |
| Rekord świata     | Steve Ovett    | Wielka Brytania | 3:30,77 | 4 września 1983(dts)      | Rieti   |
| Rekord olimpijski | Kipchoge Keino | Kenia           | 3:34,9  | 20 października 1968(dts) | Meksyk  |

## Wyniki
| Poz. - pozycja |
| – rekord świata \| – rekord krajowy \| – rekord życiowy \| = – wyrównany rekord życiowy \| · – najlepszy wynik w sezonie \| = – wyrównany najlepszy wynik w sezonie \| – rekord olimpijski |
| Fn – falstart \| DNF – nie ukończył \| DNS – nie wystartował \| DSQ – zdyskwalifikowany |

### Eliminacje
Rozegrano sześć biegów eliminacyjnych. Do półfinałów awansowało po trzech najlepszych zawodników z każdego biegu (Q) oraz sześciu z najlepszymi czasami spośród pozostałych (q).

#### Bieg 1
| Poz. | Zawodnik              | Narodowość     | Rezultat | Uwagi |
| ---- | --------------------- | -------------- | -------- | ----- |
| 1    | Joseph Chesire        | Kenia          | 3:38,51  | Q     |
| 2    | Omer Khalifa          | Sudan          | 3:38,93  | Q     |
| 3    | Stefano Mei           | Włochy         | 3:39,25  | Q     |
| 4    | Tony Rogers           | Nowa Zelandia  | 3:39,78  | q     |
| 5    | José Luis González    | Hiszpania      | 3:47,01  |       |
| 6    | Faouzi Lahbi          | Maroko         | 3:47,54  |       |
| 7    | Paul Ceesay           | Gambia         | 3:59,14  |       |
| 8    | Amor Masoud Al-Sharji | Oman           | 4:12,71  |       |
| –    | Antti Loikkanen       | Finlandia      | DNF      |       |
| –    | Charlie Oliver        | Wyspy Salomona | DNS      |       |

#### Bieg 2
| Poz. | Zawodnik             | Narodowość        | Rezultat | Uwagi |
| ---- | -------------------- | ----------------- | -------- | ----- |
| 1    | Pascal Thiébaut      | Francja           | 3:45,18  | Q     |
| 2    | Sebastian Coe        | Wielka Brytania   | 3:45,30  | Q     |
| 3    | Andrés Vera          | Hiszpania         | 3:45,44  | Q     |
| 4    | Paul Donovan         | Irlandia          | 3:45,70  |       |
| 5    | Jama Aden            | Somalia           | 3:46,80  |       |
| 6    | Mohamed Alouini      | Tunezja           | 3:49,89  |       |
| 7    | Dale Jones           | Antigua i Barbuda | 3:55,65  |       |
| 8    | Kgomotso Balotthanyi | Botswana          | 3:59,69  |       |
| –    | Oslen Barr           | Gujana            | DNF      |       |
| –    | Sydney Maree         | Stany Zjednoczone | DNS      |       |
| –    | Abdul Al-Ghadi       | Jemen Północny    | DNS      |       |

#### Bieg 3
| Poz. | Zawodnik            | Narodowość      | Rezultat | Uwagi |
| ---- | ------------------- | --------------- | -------- | ----- |
| 1    | Steve Ovett         | Wielka Brytania | 3:49,23  | Q     |
| 2    | Agberto Guimarães   | Brazylia        | 3:49,26  | Q     |
| 3    | Marcus O’Sullivan   | Irlandia        | 3:49,65  | Q     |
| 4    | Josephat Muraya     | Kenia           | 3:51,61  |       |
| 5    | Gawain Guy          | Jamajka         | 3:52,04  |       |
| 6    | Claudio Patrignani  | Włochy          | 3:52,63  |       |
| 7    | Mehdi Aidet         | Algieria        | 3:53,92  |       |
| 8    | Mouteb Al-Faouri    | Jordania        | 3:59,85  |       |
| –    | Pierre Délèze       | Szwajcaria      | DNF      |       |
| –    | Francisco Figueredo | Paragwaj        | DNS      |       |
| –    | William Wuycke      | Wenezuela       | DNS      |       |

#### Bieg 4
| Poz. | Zawodnik             | Narodowość        | Rezultat | Uwagi |
| ---- | -------------------- | ----------------- | -------- | ----- |
| 1    | Joaquim Cruz         | Brazylia          | 3:41,01  | Q     |
| 2    | Steve Scott          | Stany Zjednoczone | 3:41,02  | Q     |
| 3    | Michael Hillardt     | Australia         | 3:41,18  | Q     |
| 4    | Frank O’Mara         | Irlandia          | 3:41,86  |       |
| 5    | Alexandre Gonzalez   | Francja           | 3:42,84  |       |
| 6    | Mark Handelsman      | Izrael            | 3:45,05  |       |
| 7    | Abderrahmane Morceli | Algieria          | 3:45,09  |       |
| 8    | Archfell Musango     | Zambia            | 3:46,99  |       |
| 9    | Adamou Allassane     | Niger             | 3:56,43  |       |
| 10   | Tito Rodrigues       | Surinam           | 4:02,87  |       |
| –    | Dragan Zdravković    | Jugosławia        | DNS      |       |

#### Bieg 5
| Poz. | Zawodnik            | Narodowość                   | Rezultat | Uwagi |
| ---- | ------------------- | ---------------------------- | -------- | ----- |
| 1    | José Manuel Abascal | Hiszpania                    | 3:37,68  | Q     |
| 2    | Peter Wirz          | Szwajcaria                   | 3:37,75  | Q     |
| 3    | Uwe Becker          | RFN                          | 3:37,76  | Q     |
| 4    | Riccardo Materazzi  | Włochy                       | 3:37,95  | q     |
| 5    | Pat Scammell        | Australia                    | 3:39,18  | q     |
| 6    | James Igohe         | Tanzania                     | 3:39,62  | q     |
| 7    | Tapfumaneyi Jonga   | Zimbabwe                     | 3:40,42  | q     |
| 8    | Isaac Ganunga       | Malawi                       | 3:53,86  |       |
| 9    | Hugo Allan García   | Gwatemala                    | 3:57,59  |       |
| 10   | Kim Bok-joo         | Korea Południowa             | 4:02,63  |       |
| –    | Ibrahim Aziz        | Zjednoczone Emiraty Arabskie | DNF      |       |

#### Bieg 6
| Poz. | Zawodnik              | Narodowość        | Rezultat | Uwagi |
| ---- | --------------------- | ----------------- | -------- | ----- |
| 1    | Steve Cram            | Wielka Brytania   | 3:40,33  | Q     |
| 2    | Jim Spivey            | Stany Zjednoczone | 3:40,58  | Q     |
| 3    | Peter O’Donoghue      | Nowa Zelandia     | 3:40,69  | Q     |
| 4    | Abdi Bile             | Somalia           | 3:40,72  | q     |
| 5    | Kipkoech Cheruiyot    | Kenia             | 3:41,96  |       |
| 6    | Zakaria Namonge       | Tanzania          | 3:45,55  |       |
| 7    | Batulamai Rajakumar   | Malezja           | 3:55,19  |       |
| 8    | Jean-Marie Rudasingwa | Rwanda            | 3:57,62  |       |
| 9    | Philip Sinon          | Seszele           | 4:25,80  |       |
| 10   | Diosdado Lozano       | Gwinea Równikowa  | 4:34,71  |       |
| –    | Omar Ortega           | Argentyna         | DNF      |       |

### Półfinały
Rozegrano dwa biegi półfinałowe. Do finału awansowało po czterech najlepszych zawodników z każdego biegu oraz czterech z najlepszymi czasami spośród pozostałych.

#### Bieg 1
| Poz. | Zawodnik            | Narodowość        | Rezultat | Uwagi |
| ---- | ------------------- | ----------------- | -------- | ----- |
| 1    | José Manuel Abascal | Hiszpania         | 3:35,70  | Q     |
| 2    | Steve Scott         | Stany Zjednoczone | 3:35,71  | Q     |
| 3    | Sebastian Coe       | Wielka Brytania   | 3:35,81  | Q     |
| 4    | Joseph Chesire      | Kenia             | 3:35,83  | Q     |
| 4    | Peter Wirz          | Szwajcaria        | 3:35,83  | Q     |
| 6    | Tony Rogers         | Nowa Zelandia     | 3:36,48  | q     |
| 7    | Riccardo Materazzi  | Włochy            | 3:36,51  | q     |
| 8    | Michael Hillardt    | Australia         | 3:38,12  |       |
| 9    | Pascal Thiébaut     | Francja           | 3:40,93  |       |
| 10   | James Igohe         | Tanzania          | 3:41,57  |       |
| –    | Agberto Guimarães   | Brazylia          | DNF      |       |
| –    | Abdi Bile           | Somalia           | DSQ      |       |

#### Bieg 2
| Poz. | Zawodnik          | Narodowość        | Rezultat | Uwagi |
| ---- | ----------------- | ----------------- | -------- | ----- |
| 1    | Steve Cram        | Wielka Brytania   | 3:36,30  | Q     |
| 2    | Jim Spivey        | Stany Zjednoczone | 3:36,53  | Q     |
| 3    | Andrés Vera       | Hiszpania         | 3:36,55  | Q     |
| 4    | Steve Ovett       | Wielka Brytania   | 3:36,55  | Q     |
| 5    | Omer Khalifa      | Sudan             | 3:36,76  | q     |
| 6    | Uwe Becker        | RFN               | 3:37,28  |       |
| 7    | Stefano Mei       | Włochy            | 3:37,96  |       |
| 8    | Peter O’Donoghue  | Nowa Zelandia     | 3:38,71  |       |
| 9    | Marcus O’Sullivan | Irlandia          | 3:39,40  |       |
| 10   | Pat Scammell      | Australia         | 3:40,83  |       |
| 11   | Tapfumaneyi Jonga | Zimbabwe          | 3:41,80  |       |
| –    | Joaquim Cruz      | Brazylia          | DNS      |       |

### Finał
| Poz. | Zawodnik            | Narodowość        | Rezultat | Uwagi |
| ---- | ------------------- | ----------------- | -------- | ----- |
| 1    | Sebastian Coe       | Wielka Brytania   | 3:32,63  | [ 1 ] |
| 2    | Steve Cram          | Wielka Brytania   | 3:33,40  |       |
| 3    | José Manuel Abascal | Hiszpania         | 3:34,40  |       |
| 4    | Joseph Chesire      | Kenia             | 3:34,52  |       |
| 5    | Jim Spivey          | Stany Zjednoczone | 3:36,07  |       |
| 6    | Peter Wirz          | Szwajcaria        | 3:36,97  |       |
| 7    | Andrés Vera         | Hiszpania         | 3:37,02  |       |
| 8    | Omer Khalifa        | Sudan             | 3:37,18  |       |
| 9    | Tony Rogers         | Nowa Zelandia     | 3:38,98  |       |
| 10   | Steve Scott         | Stany Zjednoczone | 3:39,86  |       |
| 11   | Riccardo Materazzi  | Włochy            | 3:40,74  |       |
| –    | Steve Ovett         | Wielka Brytania   | DNF      |       |